# An Evening with Belafonte/Makeba
Albums de Harry Belafonte
Miriam Makeba
Makeba Sings!
(1965) The Magic of Makeba
(1965)
An Evening with Belafonte/Makeba est un album de Miriam Makeba et Harry Belafonte sorti en 1965.

## L'album
Il s'agit d'un album studio de chants traditionnels d'Afrique, chantés en langues d'origine, xhosa ou zoulou.
Miriam Makeba avait déjà chanté en duo avec Harry Belafonte sur l'album Belafonte Returns to Carnegie Hall sorti en 1960.
An Evening with Belafonte/Makeba reçoit le prix du meilleur album de musique traditionnelle (« folk recording ») lors des Grammy Awards (1965).

### Titres
| No  | Titre                                                         | Durée |
| --- | ------------------------------------------------------------- | ----- |
| 1.  | Train Song (Mbombela) (Harry + Miriam)                        | 3:08  |
| 2.  | In the Land of the Zulus (Kwazulu) (chanté par Miriam Makeba) | 2:30  |
| 3.  | Hush, Hush (Thula Thula) (chanté par Harry Belafonte)         | 3:03  |
| 4.  | To Those We Love (Nongqongqo) (chanté par Miriam Makeba)      | 2:15  |
| 5.  | Give Us Our Land (chanté par Harry Belafonte)                 | 2:27  |
| 6.  | Ndodemnyama Verwoerd! (chanté par Miriam Makeba)              | 2:05  |
| 7.  | Gone Are My Children (chanté par Harry Belafonte)             | 2:47  |
| 8.  | Hurry, Mama, Hurry! (chanté par Miriam Makeba)                | 3:25  |
| 9.  | My Angel (Harry + Miriam)                                     | 3:12  |
| 10. | Cannon (chanté par Miriam Makeba)                             | 2:47  |
| 11. | Lullaby (chanté par Harry Belafonte)                          | 2:46  |
| 12. | Show Me the Way, My Brother (chanté par Harry Belafonte)      | 3:10  |

### Musiciens
- Harry Belafonte – voix (1, 3, 5, 7, 9, 11, 12)
- Miriam Makeba – voix (1, 2, 4, 6, 8, 9, 10)
- Sam Brown – guitare
- Eddie Diehl – guitare
- Marvin Falcon – guitare
- Ernie Calabria – guitare
- Jay Berliner – guitare
- William Salter – basse
- John Cartwright – basse
- Auchee Lee – percussion
- Solomon Ilori – percussion
- Chief Bey – percussion
- Ralph MacDonald – percussion
- Percy Brice – percussion

Production
- Andy Wiswell – production
- Dirigé par Jonas Gwangwa et Howard Roberts
- Arrangements de Jonas Gwangwa
- Harry Belafonte – producteur exécutif, notes de livret
- Bob Simpson – ingénieur du son